# Simena umbrifera
Simena umbrifera là một loài bướm đêm trong họ Geometridae.